# Ostap Vîlșina
Ostap Vîlșina (în ucraineană Оста́п Вільши́на, nume real Iurii Panteleiciuk, în ucraineană Юрій Пантелейчук; n. 14 martie 1899, Rohozna⁠(d), Cernăuți, Ducatul Bucovinei, Austro-Ungaria – d. 15 mai 1924, Cernăuți, România) a fost un poet, prozator, publicist și critic literar ucrainean.

## Biografie
Ostap Vîlșina este pseudonimul literar al lui Iurii Pîlîpovici Panteleiciuk. După absolvirea școlii primare din satul natal, a urmat cursurile Seminarului pedagogic din Cernăuți, cu unele întreruperi. În timpul studiilor, s-a întreținut oferind meditații. A fost ulterior mobilizat în Armata Austro-Ungară.
După Primul Război Mondial și Unirea Bucovinei cu România, învățământul a fost românizat, iar Panteleiciuk, nereușind să promoveze examenul la limba română, a fost nevoit să părăsească seminarul. A fost mobilizat în Armata Română, dar a dezertat, a fugit și a trecut împreună cu soția sa în Subcarpatia rusă, devenită parte a Cehoslovaciei.
La Ujhorod a lucrat câteva luni în cadrul Comitetului refugiaților ucraineni, apoi s-a stabilit pentru o perioadă în Poděbrady, unde a asistat la cursuri ale Academiei Ucrainene de Științe Economice și a desfășurat activitate literară. A fost activ în cercurile culturale ucrainene, legând prietenii cu personalități precum Augustin Voloșin, Mykola Sadovskyi, Vasyl Paciovskyi, Volodîmîr Bîrceak, Mariika Pidhirianka ș.a.
În octombrie 1921, o boală gravă l-a obligat să se interneze timp de șapte luni în spitalul din Ujhorod. La cererea autorităților române, a fost deportat de autoritățile cehoslovace în Cernăuți. A fost din nou mobilizat în Armata Română, dar a dezertat iar și s-a ascuns. În cele din urmă, în 1924 a fost eliberat definitiv de obligațiile militare. S-a mutat în Gura Putilei, unde soția sa a lucrat ca învățătoare, dar starea de sănătate i s-a agravat. S-a întors la Cernăuți (în suburbia Lențești), unde a murit pe 15 mai 1924. A fost înmormântat în cimitirul local.

## Activitate literară
Și-a început activitatea literară în anii 1920–1921. A publicat în presa din Cernăuți, Liov și Ujhorod, în revistele și ziarele ucrainene Kamenîari, Promin’, Svit dîțînî.
Este autor de poezie patriotică și lirică, literatură pentru copii și articole publicistice. A declarat că a fost influențat profund de creația lui Pavlo Tîcina. A realizat parafraze după Rabindranath Tagore și alți autori.
A avut viziuni comuniste, proucrainene și prosovietice, fapt pentru care a fost persecutat de Siguranța Statului. S-a pronunțat ferm împotriva "ocupației Bucovinei ucrainene de către boierii români".
Cele mai cunoscute lucrări ale sale sunt ciclul Vesneanke („Cântece de primăvară”) și poeziile lirice „Scrisoare către fiu” și „Din Ciornogoria”.
A pregătit pentru publicare două volume de poezii — De pe malul Prutului și Buchet de neuitat (ambele în 1923), dar acestea nu au fost tipărite. O parte dintre poeziile sale, mai ales cele cu tematică revoluționară, au fost confiscate de cenzura română.

## Moștenire
- O stradă din cartierul Lențești din Cernăuți îi poartă numele.
- În satul natal Rohozna a fost dezvelit un monument dedicat lui, realizat de sculptorul Volodîmîr Hamal.
- În 2006, la editura „Bukrek” din Cernăuți a fost publicat volumul Eu sunt fiul unui neam liber.